# William Weston
William Weston, född cirka 1550, död 9 juni 1615, var en engelsk jesuitisk präst. Han utbildade sig i Oxford, förmodligen mellan åren 1564–1569, för att sedan utbilda sig i Paris och Douai (1572–1575). Weston lämnade Douai och färdades till Rom, där han gick med i jesuitorden den 5 november 1575. Sin lärotid tillbringade han i Spanien innan han blev uppmanad att ta sig till England för missionärsarbete, ett land där jesuiters blotta närvaro var straffbart (ibland med döden). 
Weston nådde England den 20 september 1584 och han påbörjade sitt missionärsarbete direkt. De mest iögonfallande av hans uppdrag berörde exorcism, under vilka han hade flera andra präster till hjälp. De har dock senare framkommit att de som Weston utförde exorcism på inte varit besatta utan att det snarare rört sig om hysteri. För sitt exorcistarbete arresterades Weston i augusti 1586 och många av hans kollegor avrättades. Han flyttades till Wisbech Castle under 1588 och senare till Towern tidigt under 1599, där han nästan förlorade sin syn. 1603 sattes han i exil i Sevilla och Valladolid i Spanien, där han senare avled den 9 juni 1615.